# Арлан
Арлан (фр. Arlanc) насеље је и општина у централној Француској у региону Оверња, у департману Пиј де Дом која припада префектури Амбер.
По подацима из 2011. године у општини је живело 1928 становника, а густина насељености је износила 59,89 становника/km². Општина се простире на површини од 32,19 km². Налази се на средњој надморској висини од 600 метара (максималној 943 m, а минималној 547 m).

## Демографија
| 1962. | 1968. | 1975. | 1982. | 1990. | 1999. | 2011. |
| ----- | ----- | ----- | ----- | ----- | ----- | ----- |
| 2.396 | 2.348 | 2.393 | 2.280 | 2.085 | 2.019 | 1.928 |

График промене броја становника у току последњих година